# 比利亚塞卡德埃纳雷斯
比利亚塞卡德埃纳雷斯，是西班牙卡斯蒂利亚-拉曼恰瓜达拉哈拉省的一个市镇。总面积17平方公里，总人口62人（2001年），人口密度4人/平方公里。